# Crédit illimité
Crédit illimité (Killer's Payoff dans l'édition originale américaine) est un roman policier américain de Ed McBain, nom de plume de Salvatore Lombino, publié en 1958. C’est le sixième roman de la série policière du 87e District.

## Résumé
Sy Kramer, un spécialiste du chantage, est abattu en pleine rue, comme on le faisait lors de règlements de comptes en 1937. Mais c'est bien en 1958 que Cotton Hawes et Steve Carella, deux flics du 87e District, doivent découvrir qui l'a tué. Ce pourrait être Lucy Mencken, une dame respectable dont le passé, émaillé de photographiques pornographiques, l'est moins. À moins que ça ne soit Edward Schlesser, un fabricant de boissons gazeuses, mêlé à des affaires bien plus louches. Ou peut-être est-ce l'un des membres d'une partie de chasse qui s'est très mal passée.

## Éditions
Édition originale en anglais
- (en) Ed McBain, Killer's Payoff, New York, Permabooks, 1958

Éditions françaises
- (fr) Ed McBain (auteur) et Louis Saurin (traducteur), Crédit illimité [« Killer's Payoff »], Paris, Presses de la Cité, coll. « Un mystère no 450 », 1959, 181 p. (BNF 32265338)
- (fr) Ed McBain (auteur) et Louis Saurin (traducteur), Crédit illimité [« Killer's Payoff »], Paris, Presses de la Cité, coll. « Un mystère. 3e série no 141 », 1971, 255 p.
- (fr) Ed McBain (auteur) et Louis Saurin (traducteur) (trad. de l'anglais), Crédit illimité [« Killer's Payoff »], Paris, Presses de la Cité, coll. « Classiques du roman policier no 28 », 1982, 186 p. (ISBN 2-258-01109-4, BNF 34737156)
- (fr) Ed McBain (auteur) et Louis Saurin (traducteur) (trad. de l'anglais), Crédit illimité [« Killer's Payoff »], Paris, Christian Bourgois, coll. « 10/18. Grands détectives no 2234 », 1991, 252 p. (ISBN 2-264-01585-3, BNF 35484171)
- (fr) Ed McBain (auteur), Jacques Chabot (traducteur) et Raoul Amblard (traducteur) (trad. de l'anglais), Crédit illimité [« Killer's Payoff »], Dans 87e District, volume 1, Paris, Éditions Omnibus, 1999, 972 p. (ISBN 2-258-05138-X, BNF 37176580)
  - Ce volume omnibus contient les romans Du balai !, Le Sonneur, Le Fourgue, Faites-moi confiance, Victime au choix, Crédit illimité et Souffler n'est pas tuer.

## Adaptation à la télévision
- 1961 : Killer's Payoff, épisode 7, saison 1, de la série télévisée américaine 87th Precinct (TV series) (en), réalisé par John Brahm, avec Robert Lansing dans le rôle de Steve Carella

## Sources
- Jean Tulard, Dictionnaire du roman policier : 1841-2005. Auteurs, personnages, œuvres, thèmes, collections, éditeurs, Paris, Fayard, 2005, 768 p. (ISBN 978-2-915793-51-2, OCLC 62533410), p. 599 (Notice 87e District).